# Судный день (фильм, 2011)
«Судный день» (англ. The Day) — канадский постапокалиптический боевик с элементами триллера 2011 года, снятый режиссёром Дугласом Аарниакоски. Премьера фильма состоялась 16 сентября 2011 года на международном кинофестивале в Торонто, в августе 2012 фильм был представлен в 12 американских кинотеатрах и находился в прокате 16 дней, за которые собрал 20 984 $.

## Сюжет
Согласно фильму действие происходит спустя примерно 10 лет после глобального катаклизма, детали которого в фильме не раскрываются. Цивилизация прекратила своё существование, города покинуты, население в основном погибло. Выжившие делятся на два класса: каннибалов, которые выживают, питаясь человеческой плотью, и остальных. В центре сюжета находится группа выживших, которые путешествуют по покинутым землям, пытаясь найти убежище, а также следуя некоему плану. Из диалогов становится понятно, что первоначально их группа составляла 12 человек, но после столкновений с каннибалами их осталось только пятеро.
Пятеро выживших, две девушки и трое парней, ищут приют, а также безопасное место, где они смогли бы посадить в землю семена (найденные или украденные ими в ходе странствий). По пути им встречается покинутый фермерский дом. Лидер группы Рик решает остановиться в этом жилище, пока не улучшится состояние заболевшего в пути Хенсона. Его друг детства Адам и неразговорчивая девушка Мэри пытаются отговорить его оставаться на ночь в доме, но Рик отказывается их слушать. Группа делится, женщины отправляются в лес на поиски дичи, мужчины осматривают дом. У девушек завязывается неловкий диалог — Шеннон, подруга Рика, пробывшая в отряде дольше Мэри, обвиняет её в том, что та держится отстранённо от группы, хотя все они одна «семья». Мэри, не желая продолжать беседу, отрывается от Шеннон и углубляется в лес. Зайдя в реку, девушка снимает с себя платье и начинает его стирать, и в этот момент замечает на противоположном берегу человека. Тот бросается на Мэри и она, добравшись до ружья, стреляет в незнакомца. В это время мужчины находят в подвале дома запасы консервов и, пытаясь перенести их в дом, неосторожно активируют ловушку, оставленную каннибалами. Рик погибает, пронзённый колом, а дверь в подвал блокируется, так что Хенсон и Адам оказываются взаперти, а на всю округу воет пожарная сигнализация. Консервные банки наполнены камнями и играли роль приманки, а сам дом — одна из многочисленных ловушек, оставленных людоедами по округе для поимки «дичи».
Мэри и Шеннон прячутся снаружи дома, и вскоре к ловушке поспевает отряд людоедов-разведчиков. Завязывается драка, в ходе которой командир разведчиков замечает на бедре у Мэри характерное клеймо людоедов и, признав в ней «свою», обвиняет её в жадности и нежелании делиться добычей. Отбившись от людоедов, герои набрасываются на Мэри, обвиняя её в том, что она специально привела их в ловушку. Мэри пытается доказать свою невиновность: она не отрицает, что была когда-то в банде людоедов, но после того как они убили и съели её младшую сестру, она поклялась отомстить им всем.
Тем временем лидер людоедов приводит своих людей на штурм дома. Герои вчетвером пытаются держать оборону против орды голодных и обезумевших людоедов, понимая, что до утра мало кто из них доживёт.

## В ролях
- Эшли Белл — Мэри
- Шэннин Соссамон — Шеннон
- Шон Эшмор — Адам
- Доминик Монаган — Рик
- Кори Хардрикт — Хенсон
- Майкл Эклунд — лидер каннибалов
- Ален Мусси — выживший

## Критика
Фильм получил смешанные отзывы кинокритиков. На сайте Rotten Tomatoes фильм имеет рейтинг 29 % на основе 14 рецензий со средним баллом 5 из 10. На сайте Metacritic фильм имеет оценку 41 из 100 на основе 9 рецензий критиков, что соответствует статусу «смешанные или средние отзывы».